# Erasmus Zettel
Erasmus Zettel, auch Asmus Zettl, Zött(e)l, genannt Pausch (d. J.) (* um 1560 in Neudek; begraben 14. Dezember 1614 ebenda), war Bürger- und Bergmeister, Amtsverwalter und Amtshauptmann von Neudek.

## Leben
Erasmus Zettel d. J. war möglicherweise der Sohn des Bergmeisters Erasmus Zöttel d. Ä. aus dessen erste Ehe mit Ursula. Die Familie führte seit jeher den Beinamen Pausch. Bereits 1593 steht er in den Matriken als Bürger- und Bergmeister. Zudem wurde er seit 1600 als Bergmeister und Amtsverwalter bezeichnet. Als 1602 Graf Stephan Schlik Neudek an Friedrich Colonna, Freiherr von Fels veräußerte, übernahm er die Funktion des herrschaftlichen Hauptmanns und war somit oberster Amtsvorsteher. Er verblieb in dieser Position bis zu seinem Tode 1614. Die Leichenpredigt auf ihn hielt Pfarrer Valentin Löwe. Sein Bruder Georg Zettel war ebenfalls Hauptmann. Sein Neffe war der czerninische Oberhauptmann von Petersburg Peter Zettel. 

## Familie
Erasmus Zettel vermählte sich um 1590 mit Maria N. N. († 1629 in Neudek). Aus der Ehe sind folgende Kinder bekannt:
- Judith (*/† 1591 in Neudek)
- Ursula (* 1593 in Neudek)
- Tochter (* 1597 in Neudek)
- Anna (* 1600 in Neudek)
- Hieronymus (* 1602 in Neudek)
- Erasmus (* 1603 in Neudek)
- Anna Barbara (* 1606 in Neudek)